# 普羅赫雷斯 (伊久姆區)
49°29′20″N 36°32′13″E / 49.48889°N 36.53694°E
普羅赫雷斯（烏克蘭語：Прогрес）是位於烏克蘭東部的村莊，由哈爾科夫州伊久姆區的頓涅茨市鎮負責管轄。該村始建於1932年，面積0.27平方公里，海拔高度101米，2001年人口149，人口密度每平方公里562.3人。